# Прем'єр-міністр Афганістану
Прем'єр-міністр Афганістану — посада глави афганського уряду, яка нині не існує.

## Список прем'єр-міністрів

### Королівство Афганістан
| №    | Ім'я                       | Фото | Роки правління                     | Партія                                      | Глава держави                                 |
| ---- | -------------------------- | ---- | ---------------------------------- | ------------------------------------------- | --------------------------------------------- |
| 1    | Шир Ахмед Сура-і-Міллі     |      | 25 жовтня 1927 — січень 1929       | безпартійний                                | Аманулла-хан                                  |
| 2    | Шир Гіян                   |      | січень 1929 — 1 листопада 1929     | безпартійний                                | Хабібулла-хан Бача-і-Сакао Мухаммед Надір-шах |
| 3    | Мухаммед Хашим-хан         |      | 14 листопада 1929 — травень 1946   | безпартійний                                | Мухаммед Надір-шах Мухаммед Захір-шах         |
| 4    | Шах Махмуд-хан             |      | май 1946 — 7 вересня 1953          | безпартійний                                | Мухаммед Захір-шах                            |
| 5    | Мухаммед Дауд              |      | 7 вересня 1953 — 10 березня 1963   | Національно-революційна партія Афганістану  | Мухаммед Захір-шах                            |
| 6    | Мухаммед Юсуф              |      | 10 березня 1963 — 2 листопада 1965 | безпартійний                                | Мухаммед Захір-шах                            |
| 7    | Мухаммед Хашем Майвандваль |      | 2 листопада 1965 — 11 жовтня 1967  | Прогресивна демократична партія Афганістану | Мухаммед Захір-шах                            |
| в.о. | Абдулла Яфталі             |      | 11 жовтня 1967 — 1 листопада 1967  | безпартійний                                | Мухаммед Захір-шах                            |
| 8    | Нур Ахмед Еттемаді         |      | 1 листопада 1967 — 9 червня 1971   | безпартійний                                | Мухаммед Захір-шах                            |
| 9    | Абдул Захір                |      | 9 червня 1971 — 12 грудня 1972     | безпартійний                                | Мухаммед Захір-шах                            |
| 10   | Мухаммед Муса Шафік        |      | 12 грудня 1972 — 17 липня 1973     | безпартійний                                | Мухаммед Захір-шах                            |

### Республіка Афганістан
| №  | Ім'я          | Фото | Роки правління                 | Партія                                     | Глава держави |
| -- | ------------- | ---- | ------------------------------ | ------------------------------------------ | ------------- |
| 11 | Мухаммед Дауд |      | 17 липня 1973 — 27 квітня 1978 | Національно-революційна партія Афганістану | Він же        |

### Демократична Республіка Афганістан
| №  | Ім'я                   | Фото | Роки правління                   | Партія                                  | Глава держави                      |
| -- | ---------------------- | ---- | -------------------------------- | --------------------------------------- | ---------------------------------- |
| 12 | Нур Мухаммед Таракі    |      | 1 травня 1978 — 27 березня 1979  | Народно-демократична партія Афганістану | Він же                             |
| 13 | Хафізулла Амін         |      | 29 березня 1979 — 27 грудня 1979 | Народно-демократична партія Афганістану | Нур Мухаммед Таракі Він же         |
| 14 | Бабрак Кармаль         |      | 28 грудня 1979 — 11 червня 1981  | Народно-демократична партія Афганістану | Він же                             |
| 15 | Султан Алі Кештманд    |      | 11 червня 1981 — 26 травня 1988  | Народно-демократична партія Афганістану | Бабрак Кармаль Мухаммед Наджибулла |
| 16 | Мухаммед Хасан Шарк    |      | 26 травня 1988 — 20 лютого 1989  | безпартійний                            | Мухаммед Наджибулла                |
| 17 | Султан Алі Кештманд    |      | 21 лютого 1989 — 6 травня 1990   | Народно-демократична партія Афганістану | Мухаммед Наджибулла                |
| 18 | Фаель-уль-Хак Халекьяр |      | 8 травня 1990 — 15 квітня 1992   | Афганська демократична партія Ватан     | Мухаммед Наджибулла                |

### Ісламська Держава Афганістан
| №    | Ім'я                        | Фото | Роки правління                   | Партія                       | Глава держави         |
| ---- | --------------------------- | ---- | -------------------------------- | ---------------------------- | --------------------- |
| в.о. | Бурхануддін Раббані         |      | 6 травня 1992 — 28 червня 1992   | Джаміат-і-Ісламі             | Себгатулла Моджаддеді |
| 19   | Абдул Сабур Фарід Кухестані |      | 1 липня 1992 — 15 серпня 1992    | Ісламська партія Афганістану | Бурхануддін Раббані   |
| 20   | Гульбеддін Хекматіяр        |      | березень 1993 — 28 червня 1994   | Ісламська партія Афганістану | Бурхануддін Раббані   |
| в.о. | Арсала Рахмані              |      | листопад 1994 — 1995             |                              | Бурхануддін Раббані   |
|      | А. Вакад                    |      | 1995 — 1995                      |                              | Бурхануддін Раббані   |
| в.о. | Ахмед Шах Ахмадзай          |      | червень 1995 — 26 червня 1996    |                              | Бурхануддін Раббані   |
| 22   | Гульбеддін Хекматіяр        |      | 27 червня 1996 — 27 вересня 1996 | Ісламська партія Афганістану | Бурхануддін Раббані   |

### Ісламський Емірат Афганістан
| №  | Ім'я             | Фото | Роки правління                   | Рух     | Глава держави |
| -- | ---------------- | ---- | -------------------------------- | ------- | ------------- |
| 23 | Мухаммед Раббані |      | 27 вересня 1996 — 16 квітня 2001 | Талібан | Мухаммед Омар |

### Північний Альянс
| №  | Ім'я                      | Фото | Роки правління                   | Рух                                                            | Глава держави       |
| -- | ------------------------- | ---- | -------------------------------- | -------------------------------------------------------------- | ------------------- |
| 24 | Гульбеддін Хекматіяр      |      | 27 вересня 1996 — 11 серпня 1997 | Ісламська партія Афганістану                                   | Бурхануддін Раббані |
| 25 | Абдул Рахім Гафурзай      |      | 11 серпня 1997 — 21 серпня 1997  | Об'єднаний ісламський національний фронт порятунку Афганістану | Бурхануддін Раббані |
| 26 | Абдул Гафур Раван Фархаді |      | серпень 1997 — 26 жовтня 1997    | Об'єднаний ісламський національний фронт порятунку Афганістану | Бурхануддін Раббані |

### Ісламська Держава Афганістан
| №  | Ім'я         | Фото | Роки правління                   | Партія       | Глава держави              |
| -- | ------------ | ---- | -------------------------------- | ------------ | -------------------------- |
| 27 | Хамід Карзай |      | 13 листопада 2001 — травень 2002 | безпартійний | Бурхануддін Раббані Він же |